# Body mass index
Body mass index (engelsk for legemsmasseindeks, forkortet BMI, på dansk kropsmasseindeks og kropsmasseindex) er en matematisk formel for en sammenhæng mellem personers højde og vægt.
Formlen anvendes til at beregne under- og overvægt hos en større gruppe af mennesker. Den kan også bruges til at indikere over- eller undervægt hos enkelte personer, men bør ikke bruges til præcise målinger hos individuelle. Body Mass Index blev opfundet af Adolphe Quetelet i 1832, da han havde brug for en måde at sammenligne vægt og højde på befolkningsgrupper.

## Historien bag BMI
BMI som term blev første gang formuleret af Ancel Keys i en videnskabelig artikel i 1972, hvor han publicerede en undersøgelse som omfattede mere end 7000 mænd fra fem forskellige lande. I undersøgelsen blev testpersonernes fedtprocent, kropsbygning og højde undersøgt. BMI'en blev brugt i den artikel som en enkel måde at måle en persons vægt i relation til han/hendes højde. Han tog udgangspunkt i Adolphe Quetelets index, som blev formuleret allerede tilbage i 1832. BMI'en blev dog først senere populær i takt med at overvægt vandt større indpas i det moderne samfund. I kraft af denne udvikling blev vægt undersøgt og man fandt en korrelation mellem risikoen for sygdom og overvægt. BMI blev nu brugt som et redskab i målingen af risikofaktorer for sygdomme i den generelle befolkning.

## Formel
{\displaystyle {\text{BMI}}={\frac {\text{vægt}}{{\text{højde}}^{2}}}}
Vægten angives i kilogram og højden i meter og benævnes med enheden kg/m².

## Resultat af beregning
Er BMI under 18,5 påbetragtes den pågældende person som værende undervægtig, mens BMI over 25 er at betragte som overvægt:
- BMI < 18.5: Undervægt
- BMI = 18.5 – 25: Normal vægt
- BMI = 25-30: Overvægt eller moderat overvægt
- BMI = 30-35: Fedme klasse I eller svær overvægt
- BMI = 35-40: Fedme klasse II, svær fedme eller svær overvægt
- BMI > 40: Fedme klasse III, ekstrem fedme eller svær overvægt

Asiater har en øget risiko for diabetes, hvis deres BMI er over 23, og en kraftig forøget risiko, hvis deres BMI er over 27.5.

## Anvendelse
Da BMI bygger på beregninger af store grupper af voksne personer, bør beregningen ikke anvendes på børn eller ældre. Dertil kommer, at formlen ikke tager højde for den individuelles kropsbygning, hvilket kan give fejludregninger og angive, at en person er enten overvægtig eller undervægtig, uden reelt set at være det. Eksempelvis har den østrigsk-amerikanske skuespiller og body-builder Arnold Schwarzenegger med en legemshøjde på 188 cm og en vægt på 133 kg et BMI på 37,6 kg/m2[kilde mangler] og henhører derfor til kategorien svært overvægtig (fedme af klasse II).
Samtidig er det en svaghed ved BMI-formlen, at formlen kun sætter vægten i forhold til kvadratet af højden, idet en krop ikke er 2-dimensionel, men 3-dimensionel. Denne "fejl" i BMI formlen betyder, at voksne med lav legemshøjde får relativt små BMI værdier og voksne med høj legemshøjde får relativt store BMI værdier. For børn betyder det, at BMI-værdierne slet ikke kan bruge som sammenligningsgrundlag. Det er i stedet foreslået af Nick Korevaar, at bruge en potens på mellem 2,3 og 2,7 (som det også originalt blev noteret af Quetelet). (For den teoretiske baggrund for disse værdier se MacKay.)
For bedre og mere brugbare resultater for den enkelt, bør fedtprocenten i kroppen måles.

## Fordeling af BMI-klasser
Danskerne fordeler sig sådan i BMI-klasser efter "Sundhedsprofil 2017"
| BMI-klasse  | Danskere | Danske mænd | Danske kvinder |
| ----------- | -------- | ----------- | -------------- |
| Undervægt   | 2,4%     | 1,3%        | 3,5%           |
| Normal vægt | 46,6 %   | 41,0%       | 52,0%          |
| BMI over 25 | 51,0 %   | 57,7%       | 44,4 %         |

Udviklingen af svær overvægt i Danmark: 
| Udvikling      | 1994 | 2010  | 2013 | 2017   | 2021  |
| -------------- | ---- | ----- | ---- | ------ | ----- |
| Danske kvinder | 7%   | 13,4% | 14%  | 16,6 % | 18,3% |
| Danske mænd    | 8%   | 13,7% | 14%  | 17,1 % | 18,6% |

De tilsvarende tal for svært overvægtige er for Storbritannien for 2011: 24% af mændene og 26% af kvinderne - og dermed er briterne Vesteuropas fedeste, Men danskerne er godt på vej: på 10 år fra 1994 er antallet af svært overvægtige danskere fordoblet til 14% (se tabellen).
I USA har man i 2012 opgjort fordelingen af befolkningen således i procent: Normal vægt 26%, Moderat overvægt 34%, Fedme klasse I og klasse II 34%, Fedme klasse III 6%. Andelen af de undervægtige kan ikke ses i denne sammenligning. Svært overvægtige udgør nu 40% af befolkningen i USA og derfor anses fedme nu for et alvorligt generelt sundhedsproblem i USA.[kilde mangler]